# Гром'як Іван Васильович
Іван Васильович Гром'як (13 листопада 1950) — український поет, журналіст, публіцист.

## Біографія
Народився 13 листопада 1950 року в селі Ожеве Сокирянського району Чернівецької області. У 1970—1975 рр. навчався на факультеті журналістики Київського державного університету ім. Т. Г. Шевченка. У липні 1975 р. розпочав трудову діяльність на посаді кореспондента газети «Комсомольське плем'я» (м.Вінниця). У 1975—1984 рр. — на комсомольській роботі: працівник сектору інформації Вінницького обкому комсомолу та ЦК ЛКСМУ. З грудня 1984 р. — завідувач редакції історико-патріотичної та спортивної літератури видавництва «Молодь». З листопада 1991 р. — заступник начальника Управління пропаґанди та інформації, керівник прес-центру Міністерства у справах молоді і спорту. З 1995 р. — спортивний оглядач, заступник редактора відділу внутрішньої інформації газети «Урядовий кур'єр». Працював у штабі збірної команди України на Іграх Олімпіади в Атланті (1996) та спеціальним кореспондентом газети «Урядовий кур'єр» на Олімпійських іграх у Нагано (1998).

## Творча діяльність
- Перші вірші були опубліковані у Сокирянській районній газеті «Дністрові зорі», згодом у Чернівецькій обласній — «Молодий буковинець», колективному збірнику «Молодий день», що вийшов друком в Ужгородському видавництві «Карпати». Автор поетичної збірки «Юний горизонт» (1987), багатьох публікацій у журналах «Дніпро», «Ранок», інших виданнях. Вірші поета звучали у програмі «Молода гвардія» на республіканському радіо. Пише пісенні тексти, гумористичні твори.